# Barbara Bedford (natation)
Pour les articles homonymes, voir Barbara Bedford et Bedford.
Barbara Jane Bedford surnommée B.J, née le 9 novembre 1972 à Hanover (New Hampshire) (New Hampshire), est une nageuse américaine.

## Biographie
Aux Jeux olympiques de 2000 à Sydney, elle remporte le titre lors du relais 4 × 100 mètres quatre nages, les Américaines battant le record du monde à cette occasion avec un temps de 3 min 58 s 30. Elle y atteint aussi une finale individuelle sur le 100 mètres dos, qu'elle achève à la sixième position.

## Palmarès

### Jeux olympiques
- Jeux olympiques de 2000 :
  -  Médaille d'or du relais 4 × 100 mètres quatre nages

### Championnats du monde

#### Grand bassin
- Championnats du monde 1994 :
  -  Médaille de bronze du 100 m dos
- Championnats du monde 1998 : 
  -   Médaille d'or du relais 4 × 100 mètres nage libre
  -   Médaille d'or du relais 4 × 100 mètres quatre nages

#### Petit bassin
- Championnats du monde 1995 : 
  -  Médaille de bronze du 100 m dos
  -  Médaille de bronze du relais 4 × 100 mètres quatre nages